# Kawasaki Heavy Industries
A Kawasaki Heavy Industries Ltd. (川崎重工業株式会社, Kawasaki Jūkōgyō Kabushiki-gaisha) egy japán multinacionális cég, mely főként motorkerékpárjairól és egyéb nehézipari termékeiről ismert.

## Története
Sózó Kavaszaki 1878-ban megalapította a Kawasaki Tsukiji hajógyárat, majd ez 1896-ban átalakult Kawasaki Dockyard Co., Ltd-re. 
Eleinte a cég hajógyártással foglalkozott, majd később ennek automatizálásával és hatékonyabbá tételével foglalkoztak. Repülési alapelveket felhasználva terveztek egy vízfelszín felett közlekedő szállítóhajót, később pedig egy 1000 tonna teherbírású teherhajót is alkottak, mely akár 50 csomóval is tudott haladni.

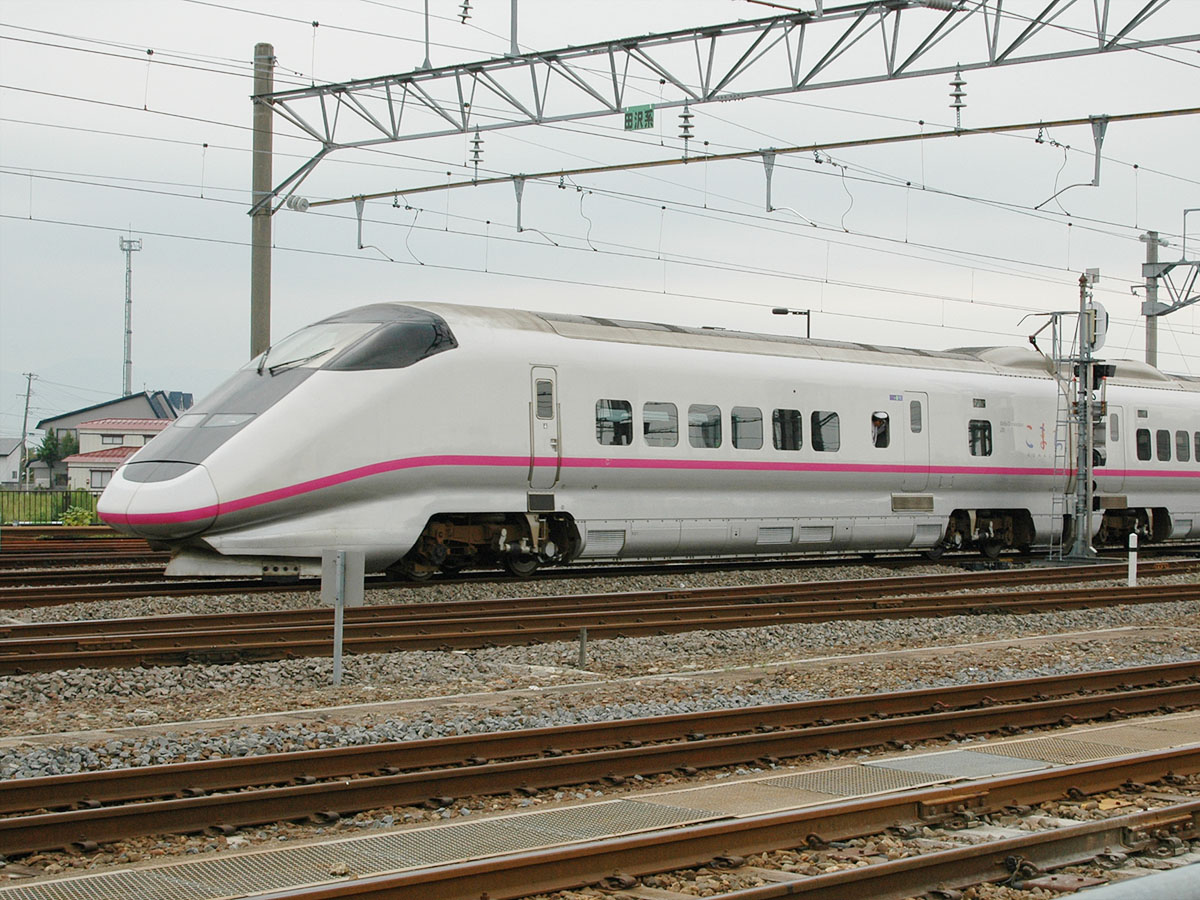
Egy Sinkanszen által használt vonata

Emellett a Kawasaki szerepet vállal vasúti járművek gyártásában is, jelenleg is szállít kocsikat vasúttársaságoknak, többek között a Sinkanszen vonatoknál is. 
A cég Kawasaki Aerospace Company leányvállalata légi járműveket gyárt, részt vesz utasszállítók, helikopterek, illetve rakéták fejlesztésében is. 
Továbbá Japán területén infrastrukturális fejlesztéseket is végeznek, például hidak és alagutak építésében.

### Motorok

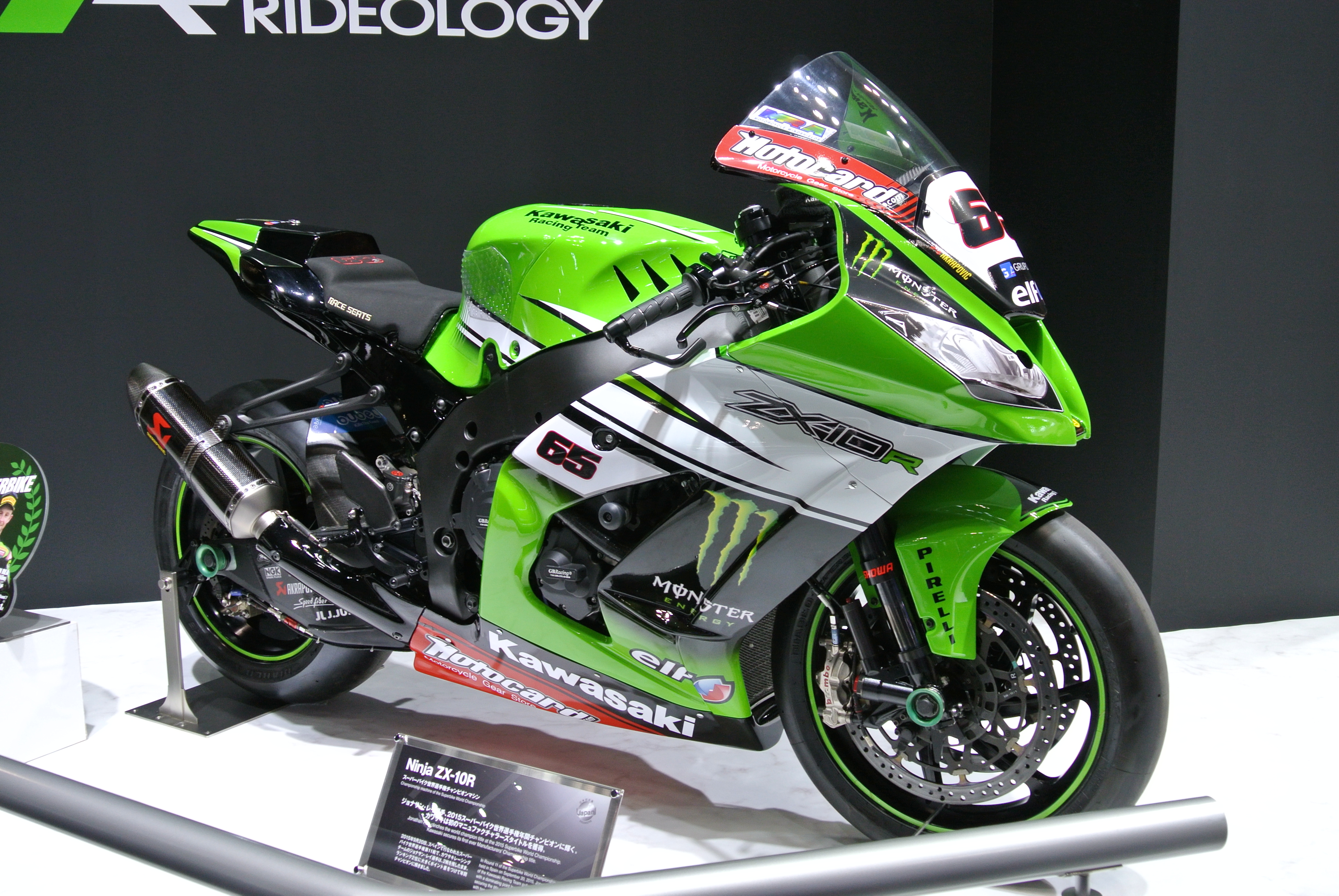
A Kawasaki ZX-10R 2015-ös változata, melyet a Superbike-világbajnokságon is használtak

A cég az ötvenes években kezdett el motorok gyártásával foglalkozni. Egyik leghíresebb sorozatuk a Ninja-sorozat, melyet 1983-ban kezdtek el gyártani a Ninja 900-zal, amely akkor a világ leggyorsabb szériagyártású motorkerékpár-modellje volt. 1985-ben kiadtak egy speciális futóművel felszerelt motort, a GPZ600R-t, majd 1990-ben a ZX-11-et, aminek 282 km/h-s végsebességével az akkora leggyorsabb motorkerékpárnak számított. 2004-ben a Ninja-széria 20 éves jubileumára kiadták a ZX-10R-t, ami a valaha gyártott legjobb tömeg/teljesítmény aránnyal bíró motor lett.
2016-ban újabb mérföldkőhöz érkezett a cég, miután elsőként tudták motoron átlépni a 400 km/h-s határt. Egy Kawasaki H2R speciális versenyváltozatával érte el a török Kenan Sofuoğlu, miután a körülbelül 2600 méter hosszú Osman Gazi hídon, melyet nem sokkal a rekordkísérlet előtt fejeztek be.

## Leányvállalatok
- Kawasaki Motorcycle & Engine
- Kawasaki Shipbuilding Corporation
- Kawasaki Rolling Stock Company
- Kawasaki Aerospace Company
- Kawasaki Plant & Infrastructure Company

## Fordítás
- Ez a szócikk részben vagy egészben  a   Kawasaki Heavy Industries című angol Wikipédia-szócikk fordításán alapul.  Az eredeti cikk szerkesztőit annak laptörténete sorolja fel. Ez a jelzés csupán a megfogalmazás eredetét és a szerzői jogokat jelzi, nem szolgál a cikkben szereplő információk forrásmegjelöléseként.

## További információ
- Hivatalos weboldal